# Farnsfield
Farnsfield – wieś w Anglii, w hrabstwie Nottinghamshire, w dystrykcie Newark and Sherwood. Leży 18 km na północ od miasta Nottingham i 188 km na północ od Londynu.